# David Caron

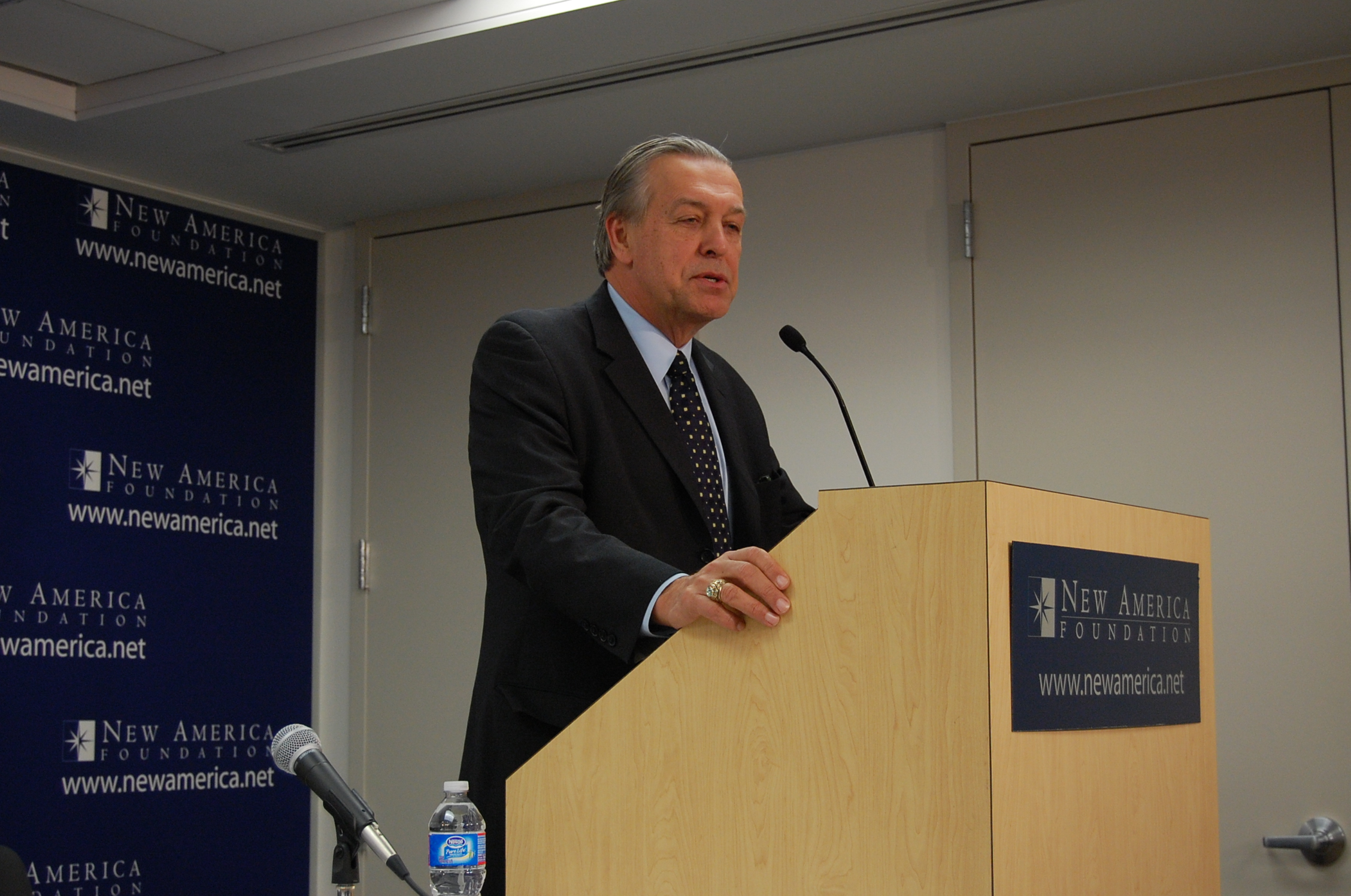
David Caron (2011)

David D. Caron (* 28. Juni 1952 in Hartford, Connecticut; † 20. Februar 2018 in London) war ein amerikanischer Jurist und Professor am  King’s College London.

## Ausbildung und beruflicher Werdegang
Caron besuchte die United States Coast Guard Academy und schloss das Studium mit Schwerpunkt Physik und Politikwissenschaften 1974 ab. Hieran schloss sich ein bis 1980 dauerndes und vom Fulbright-Programm gefördertes Master-Studium an der University of Wales an. Anschließend kehrte er in sein Heimatland zurück und war als Wissenschaftlicher Mitarbeiter von Stefan Riesenfeld tätig. 1983 wurde ihm der Titel des Juris Doctor an der University of California, Berkeley verliehen. Zwischen 1983 und 1986 war Caron Mitarbeiter am Iran-United States Claims Tribunal, zunächst bei Charles N. Brower, dann bei Richard N. Mosk. Nebenbei fertigte er eine Dissertation an der Universität Leiden an und wurde dort 1985 zum Doktor der Rechte promoviert. Anschließend verbrachte Caron einen einjährigen Forschungsaufenthalt am Max-Planck-Institut für ausländisches öffentliches Recht und Völkerrecht.
Nach der Rückkehr in die Vereinigten Staaten arbeitete Caron als Anwalt bei Pillsbury, Madison & Sutro in San Francisco. Dort war er mit internationalen Gerichtsverfahren befasst. 1987 erhielt er einen Ruf der University of California, Berkeley. Dort hatte er die C. William Maxeiner Professur für Rechtswissenschaften inne und war Vizedirektor des Miller Institute for Global Challenges and the Law. Zudem nahm er Gastprofessuren unter anderem an den Universitäten Cornell (1990), San Francisco (1997) und Hawaii (2009) wahr und unterrichtete mehrfach an der Haager Akademie für Völkerrecht. Zwischen 1994 und 1996 trat er vor dem Marshall Islands Nuclear Claims Tribunal auf und gehörte von 1996 bis 2003 der United Nations Compensation Commission zur Klärung von Ansprüchen aus dem Zweiten Golfkrieg an. Zwischen 2004 und 2005 vertrat Caron Äthiopien in einem Verfahren vor dem Ständigen Schiedshof um Ansprüche aus dem Eritrea-Äthiopien-Krieg. Am Internationalen Gerichtshof wurde er in zwei Fällen als Ad-hoc-Richter ausgewählt.
David Caron starb im Februar 2018 nach kurzer Krankheit im Alter von 65 Jahren in London.

## Mitgliedschaften und Auszeichnungen
Caron war seit 1988 Mitglied der American Arbitration Association. Als Mitglied der International Law Association arbeitete er an der Fortentwicklung des Rechts der Staatenverantwortlichkeit mit. 2010 folgte er Lucy Reed als Präsident der Amerikanischen Gesellschaft für internationales Recht nach und war Mitherausgeber des American Journal of International Law. 1979 erhielt Caron die Coast Guard Achievement Medal, wurde 1991 mit dem Ferenc-Deák-Preis ausgezeichnet und erhielt für seine Forschung im Bereich des Völkerrechts im Jahr 2000 den Stefan A. Riesenfeld Memorial Award.

## Sonstiges
Caron gehörte als Dritter Maat der US-Handelsmarine an und war Rettungstaucher bei der US Coast Guard. Von 1974 bis 1979 war er Mitglied der Besatzung des Forschungsschiffs Polarstern. Neben seiner Anwaltszulassung in den Vereinigten Staaten gehörte Caron auch der Anwaltschaft von England und Wales an.

## Publikationen (Auswahl)
- The UNCITRAL arbitration rules: a commentary (with an integrated and comparative discussion of the 2010 and 1976 UNCITRAL arbitration rules). Oxford University Press, Oxford 2. Auflage 2013, ISBN 978-0-19-969630-7 (zusammen mit Lee M. Caplan).
- Climate change and Arctic governance: three images of a changing Arctic. In: Davor Vidas, Peter Johan Schei (Hrsg.): The world ocean in globalisation: climate change, sustainable fisheries, biodiversity, shipping, regional issues.        Martinus Nijhoff, Leiden 2011, ISBN 978-90-04-19175-4, S. 155–163.
- International courts and tribunals: their roles amidst a world of courts. In: International Centre for Settlement of Investment Disputes Review. 26 (2011), Nr. 2, ISSN 0258-3690, S. 1–13.